# تاکهیتو سوزوکی
تاکهیتو سوزوکی (انگلیسی: Takehito Suzuki؛ زادهٔ ۱۱ ژوئن ۱۹۷۱) بازیکن فوتبال اهل ژاپن است.
از باشگاه‌هایی که در آن بازی کرده‌است می‌توان به باشگاه فوتبال ویسل کوبه، باشگاه فوتبال یوکوهاما مارینوس، و باشگاه فوتبال گامبا اوساکا اشاره کرد.